# روبرت منزيس (ممثل)
روبرت منزيس (بالإنجليزية: Robert Menzies)‏ هو ممثل أسترالي، ولد في 4 نوفمبر 1955 في أستراليا.

## أعمال

### أفلام
- (1997) أوسكار ولوسيندا[3][4]

## وصلات خارجية
- روبرت منزيس على موقع IMDb (الإنجليزية)
- روبرت منزيس على موقع قاعدة بيانات الفيلم (الإنجليزية)